# Clausena corymbiflora
Clausena corymbiflora är en vinruteväxtart som beskrevs av Jean Jules Linden. Clausena corymbiflora ingår i släktet Clausena och familjen vinruteväxter. Inga underarter finns listade i Catalogue of Life.